# Ansamblul de fântâni din Piața Unirii, București

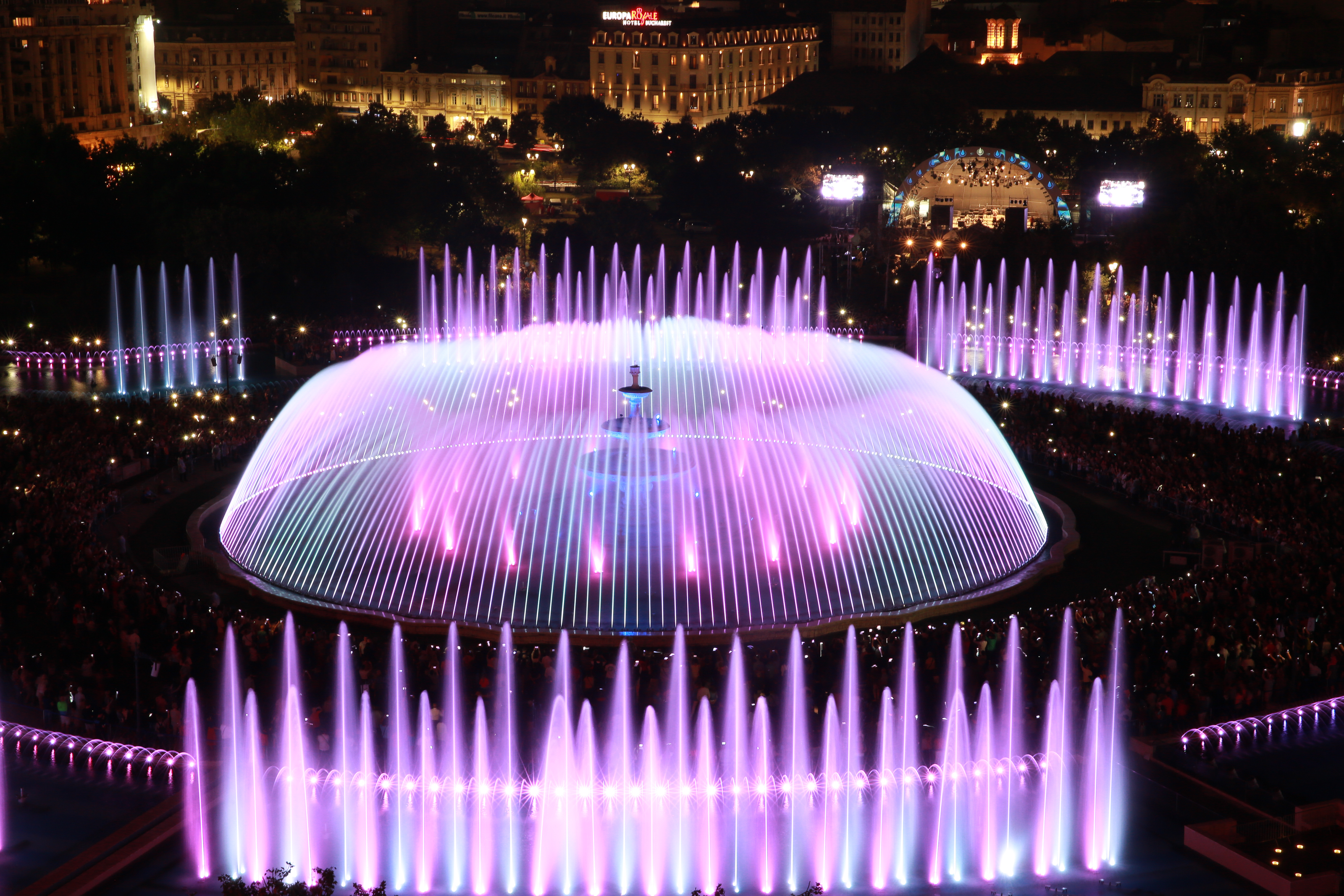

Ansamblul de fântâni din Piața Unirii din București, România este administrat de către Apa Nova, concesionar al furnizării serviciilor de alimentare cu apă și canalizare pentru municipiu. Au fost construite în timpul regimului comunist în urma planurilor de sistematizare ale lui Nicolae Ceaușescu, când a fost amenajat și bulevardul Unirii (pe atunci, Victoria Socialismului). Degradate mult până în anii 2010, ele eu fost reabilitate în anii 2018–2019 de firma germană Oase GmbH.